# Euryleptodes cavicola
Euryleptodes cavicola är en plattmaskart. Euryleptodes cavicola ingår i släktet Euryleptodes och familjen Euryleptidae. Inga underarter finns listade i Catalogue of Life.